# Valentinian III.

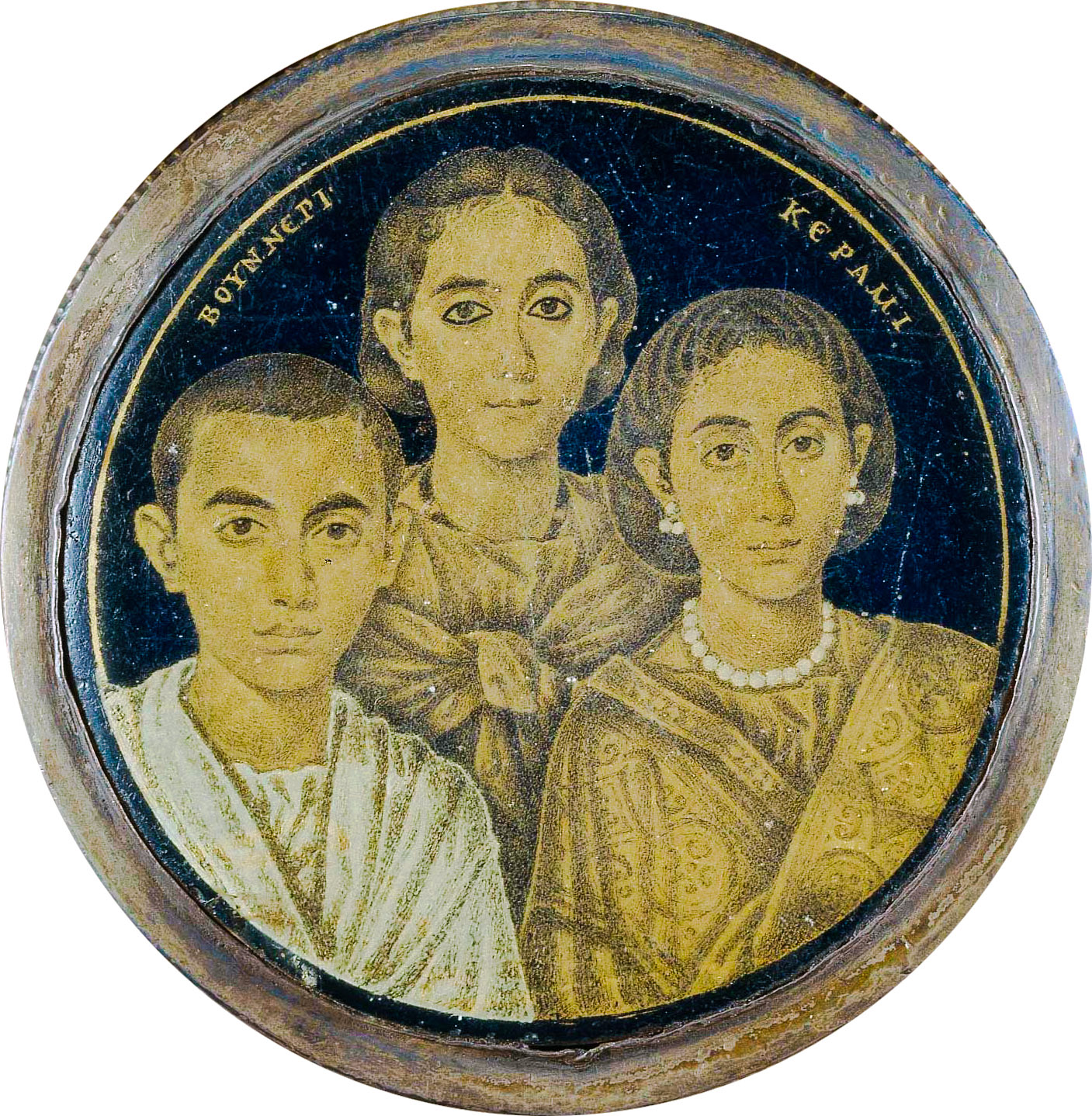
Die Darstellung auf einem Zwischengoldglas zeigt möglicherweise Valentinian III. mit Mutter und Schwester (Brescia, Museo di Santa Giulia). Die Benennung ist nicht gesichert.

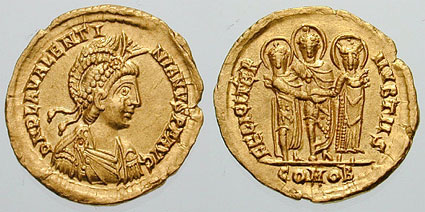
Solidus, geprägt 437 zur Feier der Hochzeit Valentinians III. mit Licinia Eudoxia, der Tochter des oströmischen Kaisers Theodosius II. Auf der Rückseite werden sie zu dritt in Hochzeitskleidung dargestellt, Theodosius hinter dem Brautpaar und größer, was seine überlegene Stellung illustrieren soll. Auf der Vorderseite Valentinian III. im Profil.

Valentinian III. (* 2. Juli 419 in Ravenna; † 16. März 455 in Rom), mit vollständigem Namen Flavius Placid(i)us Valentinianus, war von 425 bis 455 Kaiser des Weströmischen Reiches. Er war der Sohn Constantius III. und stand während seiner Regierungszeit lange unter dem Einfluss seiner Mutter Galla Placidia und des mächtigen Heermeisters Flavius Aëtius.

## Kindheit und Jugend
Valentinian war der einzige römische Kaiser, dessen Vater, Großvater und Urgroßvater ebenfalls Augusti gewesen waren: Er war der Sohn des Heermeisters und kurzzeitigen weströmischen Kaisers Constantius III. und der Galla Placidia, der Tochter von Theodosius I. und Enkelin des Kaisers Valentinian I. Noch zu Lebzeiten seines Onkels Honorius wurde er bald nach der Geburt von diesem zum nobilissimus ernannt. Als Constantius 421 starb, kam es zum Konflikt zwischen Honorius und Galla Placidia, die schließlich mit ihren beiden Kindern an den oströmischen Hof floh. Valentinian verlor dort zunächst den Titel nobilissimus, wurde dann aber am 23. Oktober 424 in Thessaloniki im Namen seines Vetters Theodosius II., des Kaisers des Ostens, zum Caesar erhoben. Theodosius stattete ihn mit Truppen aus und schickte ihn nach Italien, wo er nach einem kurzen Krieg gegen den Usurpator Johannes, der nach Honorius’ Tod den Thron bestiegen hatte, am 23. Oktober 425 in Rom zum Augustus des Westens ausgerufen wurde. Theodosius II. sandte eigens seinen magister officiorum Helion nach Italien, um die Kaiserkrönung vorzunehmen.
Valentinian nannte sich fortan Imperator Caesar Flavius Valentinianus Augustus. Da er erst sechs Jahre alt war, als er Kaiser wurde, stand er während der Zeit seiner faktischen Unmündigkeit (rechtlich war ein römischer Kaiser auch als Minderjähriger rechtsfähig) zunächst unter der Vormundschaft seiner Mutter, die vom Heermeister Felix und dem comes Africae Bonifatius unterstützt wurde, dann ab 433 endgültig unter dem Einfluss des ehrgeizigen Heermeisters Aëtius, der seine Konkurrenten Felix und Bonifatius hatte ausschalten können.
437 heiratete Valentinian Licinia Eudoxia (422–493), die Tochter seines Vetters Theodosius II. und der Aelia Eudocia, und begab sich zu diesem Zweck noch einmal nach Konstantinopel. Seit 440 residierte er als erster Kaiser seit Maxentius wieder häufiger in Rom als in Ravenna.

## Politik
Bereits seit dem ausgehenden 4. Jahrhundert war Westrom zunehmend von Militärs wie Stilicho und Flavius Constantius kontrolliert worden (siehe Magister militum#Entwicklung in Westrom); dies wurde durch den Umstand erleichtert, dass die Kaiser Valentinian II., Honorius und eben Valentinian III. jeweils noch Kinder waren, als sie den Thron bestiegen. Die Position des starken Mannes hinter dem Thron war begehrt und umkämpft; in diesem Wettstreit setzten sich zunehmend Generäle gegenüber Angehörigen der zivilen Administration durch. Sie bestimmten die weströmische Politik.
Valentinians Regierungszeit war gekennzeichnet durch eine weitere Erosion der kaiserlichen Autorität und, damit zusammenhängend, den Zerfall des Weströmischen Reichs im Zuge der so genannten Völkerwanderung. Innere Machtkämpfe schwächten das Reich, und barbarische Kriegerverbände nutzten dies aus. Bonifatius soll im Zuge der Rivalität mit Aëtius 429 die Vandalen unter Geiserich zur Hilfe gerufen haben. Diese Behauptung der Quellen wird in der modernen Forschung jedoch meist sehr skeptisch betrachtet, da diese Nachricht nur auf Prokopios von Caesarea und Jordanes zurückgeht, aber nicht in zeitgenössischen Quellen erwähnt wird. Denkbar ist aber, dass Bonifatius die Vandalen ursprünglich als foederati ins Land gerufen hatte, wo diese aber anschließend rebellierten. Die jedenfalls darauffolgende Reichsbildung der Vandalen, begünstigt durch die geringe römische Truppenstärke, umfasste bald die ganze Provinz Africa. Der oströmische General Aspar konnte ihrer Expansion zwar um 434 noch einmal Einhalt gebieten, und 435 schlossen sie (erneut?) ein foedus mit Valentinian III., doch 439 gelang ihnen die Einnahme Karthagos, was für Westrom eine Katastrophe bedeutete: Sizilien wurde verwüstet und Städte an der Westküste des Mittelmeeres von der vandalischen Flotte angegriffen. 441 scheiterte ein (ost-)römischer Gegenangriff, und 442 erhielt Geiserich die Provinz Africa, die nur formal Teil des Römischen Reiches blieb, in einem neuen foedus auch offiziell zugesprochen. Fortan kontrollierten die Vandalen die Getreideversorgung Italiens, das fast ganz von afrikanischem Korn abhing. Dank zwei 2019 entdeckten Inschriften weiß man allerdings, dass zu einem unklaren Zeitpunkt auch eine neue römische Stadt in Nordafrika gegründet und nach dem Kaiser benannt wurde (Valentinianopolis); die genaue Datierung und der Kontext sind aber noch unklar.
Hinzu kam, dass dem Reich immer mehr die Kontrolle über große Teile Hispaniens an die Sueben (siehe Königreich der Sueben) und später die Westgoten entglitt. Einzig in Gallien konnte das Reich durchaus noch aktiv werden. Aëtius sorgte dafür, dass dieser Reichsteil wenigstens zu seinen Lebzeiten nicht verloren ging. De facto beherrschten die Römer in Nordgallien jedoch nur die größeren Städte. Unterdessen plünderten die Franken Augusta Treverorum (Trier), Durocortorum (Reims) und Bonna (Bonn), und föderierte Angelsachsen begannen um 440, Britannien unter ihre Kontrolle zu bringen. Aëtius konnte vor allem aufgrund seiner lange Zeit guten Beziehungen zu den Hunnen und durch das geschickte Ausspielen germanischer Gruppen gegeneinander über mehrere Jahre einen militärischen Zusammenbruch Westroms verhindern und sicherte so zugleich seine eigene dominante Stellung am Kaiserhof. Er, nicht Valentinian, lenkte die Geschicke des Reiches. 450 allerdings kam es zum Konflikt mit den Hunnen unter Attila, der angeblich von einer Hofpartei um Honoria, der Schwester Valentinians III., gegen Aëtius zu Hilfe gerufen worden war. Zwar errang Aëtius 451 in der Schlacht auf den Katalaunischen Feldern einen taktischen Sieg über Attila und seine Verbündeten, doch wurde dieser mit enormen Verlusten unter den ravennatischen Truppen erkauft und hielt Attila zudem nicht von einer Invasion Norditaliens im folgenden Jahr ab. Erst mit dem Tod Attilas 453 brach der militärische Druck durch die Hunnen zusammen. Weitere Feldzüge hatte Aëtius bereits vor 450 gegen die Westgoten in Südgallien, mit denen um 440 ein Friedensabkommen geschlossen wurde, und gegen die Burgunden am Rhein geführt, die weite Teile der Provinz Gallia Belgica erobert hatten. Dieser Kriegerverband wurde 436 mit Hilfe hunnischer Söldner vernichtend geschlagen und 443 im späteren Savoyen angesiedelt.
Das Verhältnis zur östlichen Reichshälfte war zunächst gut, da Valentinians Kaisertum seinem Vetter Theodosius II. zu verdanken war. 437 besuchte der Westkaiser Konstantinopel, um der Schwiegersohn seines Cousins zu werden. Das seit vier Jahrzehnten zwischen den beiden Kaiserhöfen umstritten gewesene Illyricum trat er bei dieser Gelegenheit an den Osten ab. Gemeinsam gaben beide Augusti eine Gesetzessammlung in Auftrag, den Codex Theodosianus, der für das Gesamtreich Geltung haben sollte und 438 in Kraft gesetzt wurde.
Als Theodosius II. aber 450 ohne leiblichen Erben starb und man in Konstantinopel eigenmächtig den nicht mit dem Kaiserhaus verwandten Militär Markian zum neuen Augustus erhob, ohne Valentinian zu konsultieren, reagierte dieser mit Empörung und weigerte sich zwei Jahre lang, den neuen Ostkaiser anzuerkennen. Wohl erst im Zusammenhang mit dem hunnischen Angriff auf Italien 452 akzeptierte Valentinian Markian offiziell als seinen Herrscherkollegen; doch laut dem zeitgenössischen Geschichtsschreiber Priskos (Fragment 30) warf er noch 454 Aëtius vor, dieser habe ihn gegen seinen Willen genötigt, den Usurpator im Osten nicht zu bekriegen.

## Der Mord an Aëtius und Valentinians Ende
Mit dem Schrumpfen der weströmischen Macht wurde die Abgabenlast mehr und mehr untragbar und die Loyalität der verbliebenen Provinzen stark geschwächt: dem Westreich gingen die Mittel aus, um die notwendigen Truppen zu finanzieren. Dies führte zum Verlust weiterer Gebiete und damit wiederum zu weiter schrumpfenden Einnahmen. Ravenna war auch nach 440 Valentinians Hauptresidenz, aber über ein Viertel seiner langen Regierungszeit verbrachte er in Rom. Unterdessen hatte sich Westrom zusehends in ein vom Militär beherrschtes Staatswesen verwandelt, in dem die zivile Verwaltung, und mit ihr der Kaiser, zunehmend machtlos war. Aëtius herrschte faktisch als Militärdiktator, und nach Attilas Tod schien es niemanden mehr zu geben, der ihm noch gefährlich werden konnte.
Valentinian III. scheint sich mit diesem Zustand nicht abgefunden zu haben. Nachdem Attila 453 gestorben war, schien dem Kaiser offenbar der Moment gekommen, sich seines übermächtigen Heermeisters zu entledigen. Im September 454 wurde Aëtius, dessen Sohn nun Valentinians Tochter Eudocia heiraten und somit familiär mit dem Kaiserhaus verbunden werden sollte, während einer Sitzung des consistorium, des Staatsrats, von Valentinian auf dem Palatin in Rom ermordet – laut den Zeitgenossen Hydatius von Aquae Flaviae und Priskos eigenhändig:

„Als Aëtius gerade die Finanzlage erläuterte und die Steuereinnahmen vorrechnete, sprang Valentinian mit einem Schrei auf einmal von seinem Thron auf und brüllte, er werde es nicht länger ertragen, durch derlei Betrügereien beleidigt zu werden. Er behauptete, Aëtius wolle ihn, indem er ihm die Schuld an den Problemen zuschob, nun auch um die Herrschaft im Westen bringen, wie er es bereits mit dem Osten getan habe; denn nur wegen Aëtius habe er damals darauf verzichtet, dort Markian vom Thron zu entfernen. Während Aëtius angesichts dieses Ausbruchs noch wie gelähmt dastand und nur versuchte, diesen unvernünftigen Anfall zu dämpfen, zog Valentinian bereits sein Schwert aus der Scheide und stürzte sich gemeinsam mit Heraclius, der eine Axt unter seinem Umhang verborgen hatte (denn er war der oberste Eunuch), auf ihn (…). Nachdem er Aëtius erschlagen hatte, tötete Valentinian auch den Präfekten Boethius, der hoch in Aëtius’ Gunst gestanden hatte. Er ließ ihre Leichen unbestattet auf dem Forum präsentieren und berief unverzüglich den Senat ein, wo er gegen beide Männer schwere Vorwürfe erhob, da er fürchtete, es könne wegen Aëtius zu einer Revolte kommen.“

Der Kaiser sah offenbar keinen anderen Ausweg: Seine Mittel genügten nicht mehr, um den übermächtigen Heermeister auf legalem Weg aus dem Verkehr zu ziehen. Anschließend übernahm er selbst den Oberbefehl über die Truppen und versuchte, das Ansehen des Kaisertums wiederherzustellen. Doch konnte Valentinian aus der Ermordung des magister militum, mit dem gemeinsam der praefectus praetorio Boethius (der Großvater des gleichnamigen Philosophen) den Tod fand, langfristig keinen Gewinn ziehen – im Gegenteil: Am 16. März des folgenden Jahres wurde der Kaiser zusammen mit Heraclius durch zwei ehemalige Gefolgsleute des Aëtius erschlagen, als er auf dem Marsfeld in Rom einer Truppenübung beiwohnen wollte. Niemand aus seiner Garde schritt ein, um ihn zu verteidigen.
Nach dem Tod Valentinians wurde seine Gemahlin Licinia Eudoxia zur Ehe mit dem Senator und Usurpator Petronius Maximus in Rom gezwungen. Angeblich sollen daraufhin die Vandalen unter Geiserich von der Witwe Valentinians herbeigerufen worden sein; ob dies zutrifft, ist aber umstritten. Politisch gab es genügend andere Gründe für ein Eingreifen des Vandalenkönigs Geiserich, da sich nach dem Tod Valentinians die zuvor guten Beziehungen zwischen Westrom und Karthago erheblich verschlechtert hatten und Italien zudem von Truppen weitgehend entblößt und daher schutzlos war. Die Vandalen überfielen noch 455 die Stadt Rom, wobei Petronius Maximus den Tod fand, und brachten Licinia Eudoxia und ihre beiden Töchter, Eudocia und Placidia, nach Africa. Eudocia (439–471/72) war seit 442 mit Geiserichs Sohn Hunerich (430/440?–484) verlobt, den sie 455 oder 456 heiratete. Placidia heiratete spätestens 454 den Senator Olybrius, der 472 kurzzeitig selbst weströmischer Kaiser war.

## Moderne Bewertung
Valentinian fehlte zwar, wie sich 454 zeigte, nicht grundsätzlich die Kraft, das Reich in dieser Krisenzeit zu regieren, aber es gelang ihm nie wirklich, sich von seiner Umgebung zu emanzipieren, wobei seine Person als typisch für die zumeist schwachen spätantiken Kaiser des Westens seit Honorius gilt: Wie stark er selbst handelnd in die Regierungsgeschäfte eingriff, ist völlig unklar. Als er sich schließlich 454 durch den Mord an Aëtius zu emanzipieren versuchte, resultierte dies in seinem eigenen Tod, einer weiteren Schwächung des Kaisertums und einem weiteren Bürgerkrieg. Andererseits war seine formal 30-jährige Regierungszeit eine der längsten im römischen Kaiserreich, ebenso wie die seiner Dynastie, die auf Valentinian I. (364 bis 375) zurückging. Mit dem Ende dieser Dynastie verlor der weströmische Reichsteil rasant an Stabilität. Dass es Valentinian III. nicht gelang, die Autorität und Handlungsfähigkeit des westlichen Augustus gegenüber dem Militär wiederherzustellen, hatte weitreichende Konsequenzen: Den folgenden Kaisern, unter denen einige durchaus tatkräftige Gestalten wie Majorian und Anthemius waren, gelang es nicht mehr, sich dauerhaft auf dem Thron zu etablieren. Das Erbe des Aëtius als patricius und Reichsfeldherr trat 456 Ricimer an, der bis zu seinem Tod 472 der starke Mann im zerfallenden Westreich bleiben sollte, der den Kaisern seinen Willen aufzwang und sie mitunter sogar töten ließ.